# Fundusz Zmian Strukturalnych w Przemyśle
Fundusz Zmian Strukturalnych w Przemyśle – instrument finansowy służący do wyrównania dysproporcji w poziomie rozwoju poszczególnych gałęzi przemysłu.

## Utworzenie Funduszu
Na podstawie ustawy z 1987 r. o Funduszu Zmian Strukturalnych w Przemyśle utworzono Fundusz.

## Zadania Funduszu
Do zadań Funduszu należało wspomaganie finansowe – zgodnie z kierunkami polityki restrukturyzacyjnej państwa – przedsięwzięć wdrożeniowych i modernizacyjnych w przemyśle, polegających w szczególności na:
- wdrażaniu do produkcji nowoczesnych wyrobów i technologii odpowiadających światowym standardom,
- uruchamianiu i rozwoju produkcji wyrobów i technologii energo- i materiałooszczędnych,
- zwiększaniu lub uruchamianiu opłacalnego eksportu wyrobów przetworzonych,
- regeneracji części i zagospodarowaniu surowców wtórnych,
- zakupie licencji i wyników prac badawczych,
- unowocześnianiu urządzeń dla poprawy stanu bezpieczeństwa i higieny pracy,
- zwiększeniu i rozwoju produkcji surowców, materiałów i wyrobów dla budownictwa.

## Dochody Funduszu
Dochodami Funduszu były:
- dobrowolne wpłaty przedsiębiorstw i innych jednostek gospodarczych z zysku do podziału funduszu rozwoju i funduszu postępu techniczno-ekonomicznego,
- wpłaty części odpisów amortyzacyjnych państwowych przedsiębiorstw przemysłowych,
- część środków Centralnego Funduszu Wspomagania Wdrożeń w wysokości określonej w odrębnych przepisach,
- dotacje z budżetu centralnego,
- wpłaty jednostek gospodarki uspołecznionej z tytułu:
- sprzedaży wyrobów (usług) objętych zakazem produkcji, zakazem stosowania przy ich produkcji technologii wytwarzania nadmiernie energochłonnych i materiałochłonnych oraz zakazem stosowania niektórych materiałów do produkcji i świadczenia usług – dokonywane na podstawie odrębnych przepisów,
- przekroczenia państwowych normatywów zużycia paliw, energii, surowców i materiałów – dokonywane na podstawie odrębnych przepisów,
- przekroczenia limitów zużycia energii elektrycznej i paliw gazowych – w wysokości ustalonych opłat dodatkowych,
- kary nakładane za nieprzestrzeganie przez jednostki gospodarki uspołecznionej przepisów o gospodarce paliwowo-energetycznej,
- wpływy z narzutu do cen sprzedaży opon trakcyjnych, pobieranego od jednostek gospodarki uspołecznionej, które nie odsprzedają opon nadających się do bieżnikowania,
- wpłaty jednostek gospodarczych z tytułu niezagospodarowania oraz nieprawidłowej gospodarki surowcami wtórnymi,
- wpłaty części odpisów amortyzacyjnych państwowych przedsiębiorstw przemysłu wydobywczego, energetyki i gazownictwa oraz całości amortyzacji maszyn górniczych objętych scentralizowaną gospodarką, podlegających odprowadzeniu na scentralizowane fundusze stosownie do przepisów o gospodarce finansowej przedsiębiorstw państwowych,
- wpływy z nadwyżki środków uzyskanych ze sprzedaży składników majątkowych – ponad sumę długów – likwidowanych państwowych przedsiębiorstw przemysłowych, dla których organem założycielskim jest Minister Przemysłu,
- dochody z tytułu udziału Funduszu w spółkach, przedsiębiorstwach mieszanych i przedsiębiorstwach wspólnych,
- inne wpłaty, środki z innych funduszów i rachunków scentralizowanych oraz darowizny.

## Środki dewizowe Funduszu
Fundusz dysponował rachunkiem środków dewizowych.
Na rachunku środków dewizowych były gromadzone:
- środki wydzielone na ten cel w centralnych planach rocznych w relacji do wpływów dewizowych z opłacalnego eksportu wyrobów i usług przemysłowych w wysokości nie większej niż 10%,
- środki nabyte w ramach przetargów walutowych,
- środki z zaciąganych kredytów i pożyczek,
- inne wpływy.

## Kierunki przeznaczania środków Funduszu
Fundusz przeznaczał posiadane środki na:
- udzielanie pożyczek wspierających politykę restrukturyzacyjną państwa i inicjatywy restrukturyzacyjne przedsiębiorstw,
- przyznawanie dotacji bezzwrotnych, szczególnie w przypadku przedsięwzięć energo- i materiałooszczędnych, z których efekty uzyskują głównie użytkownicy wyrobów,
- wnoszenie udziałów do spółek,
- pierwsze wyposażenie nowo tworzonych przedsiębiorstw, nowych działów lub wydziałów w istniejących przedsiębiorstwach oraz nowoczesnych systemów organizacyjnych,
- nabywanie obligacji i akcji przedsiębiorstw, jeśli ich emisja jest związana z finansowaniem zmian strukturalnych w przemyśle.

## Organy Funduszu
Organami Funduszu były Rada Nadzorcza i Zarząd. Rada Nadzorcza liczyła 12 osób. W skład Rady Nadzorczej wchodzili: przewodniczący, wiceprzewodniczący i członkowie, powoływani i odwoływani przez Ministra Przemysłu, w tym po jednym przedstawicielu: Komitetu do Spraw Nauki i Postępu Technicznego przy Radzie Ministrów, Komisji Planowania przy Radzie Ministrów, Ministra Finansów, Ministra Gospodarki Przestrzennej i Budownictwa, Ministra Rynku Wewnętrznego oraz Ministra Współpracy Gospodarczej z Zagranicą.

## Rada Nadzorcza
Do zadań Rady Nadzorczej należało:
- uchwalanie planów działalności Funduszu,
- zatwierdzanie wniosków Zarządu w sprawie udzielania pożyczek i wniosków o wniesienie udziałów do spółek ze środków Funduszu, których wartość przekracza 1 mld zł, oraz wniosków Zarządu o przyznanie dotacji, których wartość przekracza 100 mln zł,
- ustalanie kryteriów wyboru przedsięwzięć finansowanych ze środków Funduszu,
- zatwierdzanie wniosków Zarządu w sprawach emisji obligacji oraz zaciągania kredytów i pożyczek przez Fundusz,
- ustalanie zasad wynagradzania członków Zarządu oraz pracowników Biura Funduszu,
- zatwierdzanie rocznych sprawozdań Zarządu z działalności Funduszu i bilansów Funduszu,
- kontrola działalności Zarządu i Biura Funduszu,
- składanie Ministrowi Przemysłu rocznych sprawozdań z działalności Funduszu.

## Zarząd Funduszu
Zarząd Funduszu stanowili Prezes i jego zastępcy powoływani i odwoływani przez Ministra Przemysłu, na wniosek Rady Nadzorczej.
Do zadań Zarządu należało:
- opracowywanie planów działalności, z uwzględnieniem celów gospodarczych,
- dokonywanie wyboru przedsięwzięć do finansowania ze środków Funduszu,
- gospodarowanie środkami Funduszu, a w szczególności udzielanie pożyczek i dotacji, wnoszenie udziałów, zakup akcji i obligacji, z zastrzeżeniem uprawnień Rady Nadzorczej,
- kontrolowanie wykorzystania pożyczek i dotacji przyznawanych ze środków Funduszu,
- opracowywanie analiz i prognoz zmian strukturalnych w gospodarce,
- składanie Radzie Nadzorczej sprawozdań z działalności,
- zatrudnianie pracowników Biura Funduszu i ustalanie warunków ich pracy i płac.

## Zniesienie Funduszu
Na podstawie ustawy z 1990 r. o zniesieniu i likwidacji niektórych funduszy przeszedł w stan likwidacji Fundusz Zmian Strukturalnych w Przemyśle.